# Midi:Nette
Midi:Nette é uma gravadora independente criada em 1991 pelo músico, empresário e estilista japonês Mana. Sua fundação foi, na época, para gravar os discos de Malice Mizer, mas serviu posteriormente para outros projetos musicais.

## História
A Midi:Nette foi fundada pelos membros da popular banda visual kei Malice Mizer para laçamento de seu primeiro álbum Memoire, com Mana como o principal proprietário da gravadora.
Os trabalhos da banda foram todos gravados e lançados pela recém criada gravadora até 1997, quando o Malice Mizer recebeu oferta para se tornar major e passar a debutar pela Nippon Columbia.
Em 1999, após a morte do baterista Kami e a saída do vocalista Gackt, o Malice Mizer deixou a Nippon Columbia e retornou para a Midi:Nette para recuperar total controle e liberdade integral sobre suas atividades e não tem interferência em seus trabalhos.
Quando o Malice Mizer entrou em hiatus em 2001, a Midi:Nette passou a lançar os trabalhos de seu projeto solo Moi dix Mois em 2002. Pouco tempo depois, os músicos Kaya e Hora trabalhavam em outros projetos musicais, mas chamaram a atenção de Mana, que ofereceu um contrato com sua gravadora. Como o guitarrista tinha estudado produção musical, ele foi o produtor da dupla. Schwarz Stein gravou dois álbuns e dois singles. Apesar da popularidade crescente no Japão, Kaya e Hora se separaram em 2004 por diferenças de opiniões musicais.
Recentemente, o site principal da Midi:Nette foi tirado do ar, remanescendo apenas seu espaço para vendas online. O atual status da gravadora é uma incógnita, uma vez que Mana lançou o último álbum do Moi dix Mois (Reprise) por um novo selo chamado Maglaia.

## Projetos
|               | Período                 | Status   |
| ------------- | ----------------------- | -------- |
| Malice Mizer  | 1992 - 1997 1999 - 2001 | Parado   |
| Moi dix Mois  | 2002 - presente         | Ativo    |
| Schwarz Stein | 2002 - 2004             | Acabaram |

## Lançamentos

### Áudio
- M:N-001 MALICE MIZER - memoire
- M:N-001DX MALICE MIZER - memoire DX
- M:N-002 MALICE MIZER - 麗しき仮面の招待状 (Uruwashiki kamen no shoutaijou)
- M:N-003 MALICE MIZER - Voyage～sans retour～
- M:N-003N MALICE MIZER - Voyage～sans retour～(second press)
- M:N-004 MALICE MIZER - Ma chérie～愛しい君へ～ (Itoshii kimi e)
- MMCD-006 MALICE MIZER - 再会の血と薔薇 (Saikai no chi to bara)
- MMAL-007 MALICE MIZER - 再会の血と薔薇 (Saikai no chi to bara) (vinyl)
- MMCD-009 MALICE MIZER - 神話～KAMI'S MEMORIAL BOX～ (Shinwa)
- MMCD-010 MALICE MIZER - 虚無の中での遊戲 (Kyomu no Naka de no Yuugi)
- MMCD-012 MALICE MIZER - 白い肌に烂う愛と哀しみの輪舞 (Shiroi Hada ni Kuruu Ai to Kanashimi no Rondo)
- MMCD-013 MALICE MIZER - 薔薇の聖堂 (Bara no Seidou)
- MMCD-019 MALICE MIZER - Gardenia
- MMCD-022 MALICE MIZER - Beast of Blood
- MMCD-025 MALICE MIZER - 真夜中に交わした約束～薔薇の婚礼～(Mayonaka ni kawashita yakusoku～Bara no Konrei～)
- MMCD-026 MALICE MIZER - Garnet～禁断の園へ～(Kindan no sono e)
- MNCD-029 Schwarz Stein - Perfect Garden
- MMCD-030 Moi dix Mois - Dialogue Symphonie
- MMCD-031 Moi dix Mois - Dix infernal
- MNCD-032 Schwarz Stein - New Vogue Children
- MNCD-033 Schwarz Stein - Current
- MNCD-035 Schwarz Stein - Artificial Hallucination
- MMCD-036 Moi dix Mois - Shadows Temple
- MMCD-037 Moi dix Mois - NOCTURNAL OPERA
- MMCD-038 Moi dix Mois - Pageant
- MMCD-042 Moi dix Mois - Beyond the Gate
- MMCD-042LE Moi dix Mois - Beyond the Gate (Limited edition)
- MMCD-043 Moi dix Mois - Lamentful Miss
- MMCD-044 Moi dix Mois - DIXANADU
- MMCD-045 Moi dix Mois - DIXANADU (Enhanced limited edition)
- MMCD-047 Moi dix Mois - D+SECT

### Vídeo
- M:N-005 MALICE MIZER - sans retour Voyage "derniere" ～encoure une fois～ (VHS)
- MMVC-008 MALICE MIZER - 再会の血と薔薇 ～de l'image～ (Saikai no chi to bara) (VHS)
- MMVC-011 MALICE MIZER - 虚無の中での遊戯～de l'image～ (Kyomu no naka de no yuugi (VHS))
- MMVC-014 MALICE MIZER - 薔薇に彩られた悪意と悲劇の幕開け (Bara ni irodorareta akui to higeki no makuake) (VHS)
- MMDV-015 MALICE MIZER - 薔薇に彩られた悪意と悲劇の幕開け (Bara ni irodorareta akui to higeki no makuake) (DVD)
- MMBV-016 MALICE MIZER - sans retour Voyage "derniere" ～encoure une fois～ (DVD)
- MMVC-017 MALICE MIZER - 薔薇の軌跡 (Bara no kiseki) (VHS)
- MMBV-018 MALICE MIZER - 薔薇の軌跡 (Bara no kiseki) (DVD)
- MMVC-023 MALICE MIZER - Beast of Blood～de l'image～ (VHS)
- MMBV-024 MALICE MIZER - Beast of Blood～de l'image～ (DVD)
- MMBV-027 MALICE MIZER - Cardinal (VHS)
- MMBV-028 MALICE MIZER - Cardinal (DVD)
- MMBV-034 Moi dix Mois - Dix infernal～Scars of sabbath～ (DVD)
- MMBV-039/MMBV-040 Moi dix Mois - Invite to Immorality (double DVD, first press)
- MMBV-041 Moi dix Mois - Invite to Immorality (DVD, regulare edition)
- MMBV-046 Moi dix Mois - DIXANADU ～Fated "raison d'être"～ Europe Tour 2007 (DVD)